# Корпус (музей)
«Корпус» — інтерактивний музей людського тіла, який розташований в нідерландському місті Угстгесті, провінція Південна Голландія. Виконує освітню і розважальну функції.
Музей вмонтований у семиповерхову будівлю, має вигляд сидячої людини висотою 35 метрів. На будівництво витратили 27 мільйонів доларів.
Вхід до музею розташований в коліні споруди, далі можна пройти повз різні органи людини (серце, легені, органи травної системи, нирки, вуха, очі), маршрут закінчується у головному мозку. Також всередині музею є інформаційні екрани, які демонструють те, як працюють органи, і все це супроводжується звуком.
Ініціатором створення музею є Генрі Реммерс. Відкритий у березні 2008 року королевою Беатрікс, це перший у світі музей такого типу. 